# 6. децембар
6. децембар (6.12.) је 340. дан године по грегоријанском календару (341. у преступној години). До краја године има још 25 дана.

## Догађаји
- 1492 — Кристифор Колумбо открио острво Хиспањола, сада подељено између Хаитија и Доминиканске Републике.
- 1507 — Немачки картограф Мартин Валдземилер објавио прву географску карту новог континента, којем је дао назив Америка, према имену италијанског морепловца Америга Веспучија.
- 1768 — Изашло је прво издање енциклопедије „Британика“.
- 1774 — У Аустрији на снагу ступио Едукативни статут Јохана фон Фелбигера, први државни образовни систем у свету.
- 1792 — Вође жирондинаца у Француској револуцији донеле одлуку да изведу на суд краља Луја XVI. Револуционарни суд га потом осудио на смрт и краљ 1793. погубљен на гиљотини.
- 1865 — Робовласништво у САД је званично укинуто када је ратификован Тринаести амандман на Устав САД.
- 1877 — Амерички проналазач Томас Едисон у Вест Оринџу у Њу Џерсију демонстрирао први звучни снимак, песму „Mary Had a Little Lamb“.
- 1907 — У једној од најтежих несрећа у рудницима САД погинуо 361 рудар у руднику угља код места Монона у Западној Вирџинији.
- 1916 — Немачке трупе у Првом светском рату ушле у румунску престоницу Букурешт.
- 1917 —
  - Фински парламент у Хелсинкију прогласио независност Финске, коју је признала совјетска Русија. Финска је од времена руског цара Александра I губила територије, а после Наполеонових ратова 1809. постала руско велико војводство.
  - У судару француског брода „Мон Блан“ натовареног експлозивом, укључујући 5.000 тона тринитротолуола, с белгијским бродом „Имо“, у луци града Халифакс у Канади, погинуло више од 1.500 људи, око 8.000 повређено и велики део града разорен.
- 1921 — Велика Британија потписала мировни споразум са Ирском, према којем је успостављена Ирска Слободна Држава као чланица Британског комонвелта.
- 1938 — Француска и Немачка потписале споразум о неповредивости међусобних граница, који су Немци поништили у Другом светском рату.
- 1941 — Други светски рат: У Бици за Москву почела противофанзива Црвене армије против Немаца, који су стигли на 25 km од Москве. До краја фебруара 1942. немачке трупе померене на 200 km од Москве.
- 1957 — Први покушај САД да лансира вештачки сателит је пропао након експлозије ракете Вангард TV3 на лансираној рампи у Кејп Канавералу.
- 1961 — У конгоанској провинцији Катанга избиле тешке борбе снага Уједињених нација и Катанге.
- 1970 — Пољски лидер Владислав Гомулка и немачки канцелар Вили Брант у Варшави потписали споразум о нормализацији пољско-немачких односа. Брант том приликом на коленима пред спомеником погинулим херојима устанка у Варшавском гету одао пошту жртвама немачког нацизма.
- 1971 — Индија признала Бангладеш, бивши Источни Пакистан, а Пакистан узвратио прекидом дипломатских односа са Индијом.
- 1978 — Шпанци на референдуму изгласали нов Устав, према којем је Шпанија дефинисана као уставна монархија с парламентарном демократијом.
- 1989 —
  - Слободан Милошевић на седници Скупштине Србије проглашен за председника Председништва Србије, после референдума на којем је добио 86% гласова.
  - У најгорем масовном убиству у историји Канаде убица усмртио 14 студенткиња и ранио још 13 особа на Универзитету у Монтреалу и потом се убио.
- 1991 — Почеле са радом Оружане снаге Украјине.
- 1992 — Хинду екстремисти уништили џамију у Ајођи на северу Индије, коју су, како се верује, муслимански освајачи изградили у средњем веку на згаришту великог хинду храма. У једномесечним сукобима хиндуса и муслимана погинуло око 2.000 људи.
- 1997 — Руски транспортни авион „Антонов Ан-124“ који је носио два борбена авиона, срушио се на стамбено насеље близу Иркутска. Погинуло је 85 људи.
- 1999 — Суд Уједињених нација за ратне злочине у Руанди осудио на доживотни затвор Џорџа Рутаганду, лидера наоружаних група Хутуа, за геноцид почињен 1994. у Руанди.
- 2000 — Београдски центар Института друштвених наука за економска истраживања објавио анализу према којој 60% становника у Србији спада у категорију сиромашних, док је богатих пет одсто.
- 2001 — Услед раскола у тадашњој владајућој коалицији ДОС, председник Скупштине Србије и функционер ДСС-а Драган Маршићанин поднео оставку, а за новог председника изабрана Наташа Мићић, посланик тада владајућег ДОС-а.

## Рођења
- 1421 — Хенри VI Ланкастер, енглески краљ. (прем. 1471)
- 1778 — Жозеф Луј Геј-Лисак, француски физичар и хемичар. (прем. 1850)[1]
- 1833 — Јован Јовановић Змај, српски песник. (прем. 1904)[2]
- 1841 — Фредерик Базиј, француски сликар. (прем. 1870)[3]
- 1900 — Агнес Мурхед, америчка глумица. (прем. 1974)[4]
- 1923 — Савка Дабчевић-Кучар, учесница Народноослободилачке борбе и друштвено-политичка радница СР Хрватске. (прем. 2009)[5][6]
- 1924 — Воли Кокс, амерички глумац. (прем. 1973)
- 1932 — Насиха Капиџић Хаџић, босанскохерцеговачка песникиња и списатељица. (прем. 1995)[7]
- 1933 — Хенрик Горецки, пољски композитор. (прем. 2010)[8]
- 1933 — Донка Шпичек, српска новинарка, дугогодишња уредница програма за децу и младе ТВ Београда. (прем. 2016)[9]
- 1942 — Петер Хандке, аустријски књижевник, преводилац, сценариста и редитељ.[10]
- 1949 — Владо Правдић, босанскохерцеговачки музичар, најпознатији као члан групе Бијело дугме. (прем. 2023)
- 1956 — Ренди Роудс, амерички музичар, најпoзнатији као гитариста Озија Озборна и групе Quiet Riot. (прем. 1982)[11]
- 1964 — Милош Алигрудић, српски политичар.[12]
- 1964 — Горан Милојевић, српски фудбалер и фудбалски тренер.[13]
- 1969 — Славиша Стојановић, словеначки фудбалер и фудбалски тренер.[14]
- 1970 — Џина Вајлд, немачка глумица.[15][16]
- 1970 — Драгољуб Петровић, српски новинар.
- 1971 — Рихард Крајичек, холандски тенисер.[17][18]
- 1976 — Марко Пешић, немачки кошаркаш.
- 1978 — Петар Божић, српски кошаркаш и кошаркашки тренер.[19]
- 1979 — Тим Кахил, аустралијски фудбалер.[20]
- 1980 — Синди Крофорд, америчка порнографска глумица.
- 1981 — Федерико Балцарети, италијански фудбалер.[21]
- 1982 — Алберто Контадор, шпански бициклиста.[22][23]
- 1985 — Дулсе Марија, мексичка глумица и певачица.[24]
- 1990 — Тамира Пашек, аустријска тенисерка.[25]
- 1991 — Коко Вандевеј, америчка тенисерка.[26][27]
- 1991 — Милица Мандић, српска теквондисткиња.[28]
- 1994 — Јанис Адетокумбо, грчки кошаркаш.[29]

## Смрти
- 1889 — Џеферсон Дејвис, амерички политичар, вођа Конфедерације у Америчком грађанском рату. (рођ. 1808)[30]
- 1892 — Вернер фон Сименс, немачки електротехничар, изумитељ и индустријалац. (рођ. 1816)[31]
- 1926 — Клод Моне, француски сликар. (рођ. 1840)
- 1972 — Александар Гаврић, српски глумац. (рођ. 1932)
- 1983 — Роберт Олдрич, амерички редитељ, продуцент и сценариста. (рођ. 1918)
- 1988 — Рој Орбисон, амерички музичар. (рођ. 1936)[32]
- 1989 — Ћамил Сијарић, црногорски и босанскохерцеговачки књижевник. (рођ. 1913)[33]
- 1993 — Дон Амичи, амерички глумац и комичар. (рођ. 1908)
- 2005 — Шарли Гол, луксембуршки бициклиста. (рођ. 1932)
- 2018 — Пит Шели, енглески музичар, најпознатији као суоснивач, певач и гитариста групе Buzzcocks. (рођ. 1955)
- 2020 — Дејан Дабовић, југословенски ватерполиста и ватерполо тренер. (рођ. 1944)
- 2020 — Џеј Рамадановски, српски певач. (рођ. 1964)

## Празници
- Српска православна црква данас прославља
  - Свети Амфилохије Иконијски
  - Свети Григорије
  - Свети Александар Невски
- Католичка црква данас обележава Дан светог Николе
- Дан независности у Финској
- Дан оружаних снага Украјине